# Marathon de l'espace
Le marathon de l'espace est une course pédestre de 42,195 kilomètres, créé à Kourou en février 1991 à l'occasion du 42e lancement de la fusée Ariane. Il a lieu tous les troisièmes dimanches de mars.
Le parcours est un aller-retour entre la Pointe des Roches et les Ensembles de Lancement Ariane (poste de garde Orchidée), empruntant la route de l'espace à travers le Centre spatial guyanais.

## Vainqueurs
| Année | Hommes                                              | Pays                                                | Temps                                               |                                                     | Femmes                                              | Pays                                                | Temps |
| 2024  | Thibault Imbert                                     | France                                              | 2 h 41 min 25 s                                     | Caroline El Himer                                   | France                                              | 2 h 58 min 00 s                                     |       |
| 2023  | Yesid Orjuelo Soche                                 | Colombie                                            | 2 h 34 min 34 s                                     | Carmen Toaquizaiza                                  | Équateur                                            | 3 h 08 min 02 s                                     |       |
| 2022  | Gilles Rubio                                        | France                                              | 2 h 42 min 31 s                                     | Anaïs Quemener                                      | France                                              | 2 h 47 min 20 s                                     |       |
| 2021  | Course annulée en raison de la pandémie de Covid-19 | Course annulée en raison de la pandémie de Covid-19 | Course annulée en raison de la pandémie de Covid-19 | Course annulée en raison de la pandémie de Covid-19 | Course annulée en raison de la pandémie de Covid-19 | Course annulée en raison de la pandémie de Covid-19 |       |
| 2020  | Course annulée en raison de la pandémie de Covid-19 | Course annulée en raison de la pandémie de Covid-19 | Course annulée en raison de la pandémie de Covid-19 | Course annulée en raison de la pandémie de Covid-19 | Course annulée en raison de la pandémie de Covid-19 | Course annulée en raison de la pandémie de Covid-19 |       |
| 2019  | Gilles Rubio                                        | France                                              | 2 h 37 min 05 s                                     | Olympe Jossot                                       | France                                              | 3 h 23 min 57 s                                     |       |
| 2018  | Nathan Chebet                                       | Kenya                                               | 2 h 33 min 54 s                                     | Karine Emerit                                       | France                                              | 3 h 41 min 18 s                                     |       |
| 2017  | Saïd El Medouly                                     | France                                              | 2 h 30 min 23 s                                     | Carine Loyer                                        | Guyane                                              | 3 h 03 min 42 s                                     |       |
| 2016  | Habib Mosbah                                        | France                                              | 2 h 37 min 15 s                                     | Laurence Nogue                                      | France                                              | 3 h 27 min 44 s                                     |       |
| 2015  | Guylain Schmied                                     | France                                              | 2 h 31 min 51 s                                     | Céline Claidel                                      | Guyane                                              | 3 h 51 min 45 s                                     |       |
| 2014  | Ettoré Scardecchia                                  | Italie                                              | 2 h 39 min 45 s                                     | Sandrine Simon                                      | Guyane                                              | 3 h 39 min 27 s                                     |       |
| 2013  | Mohamed El Yamani                                   | France                                              | 2 h 43 min 04 s                                     | Sandrine Alblain                                    | France                                              | 3 h 41 min 38 s                                     |       |
| 2012  | Guylain Schmied                                     | France                                              | 2 h 31 min 47 s                                     | Sandrine Simon                                      | Guyane                                              | 3 h 29 min 03 s                                     |       |
| 2011  | Frédéric Desplanques                                | France                                              | 2 h 41 min 54 s                                     | Josiane Jurbert                                     | Guyane                                              | 4 h 03 min 04 s                                     |       |
| 2010  | Mustapha Berri                                      | France                                              | 2 h 38 min 42 s                                     | Sylvie Deletang                                     |                                                     | 3 h 17 min 55 s                                     |       |
| 2009  | Francis Ingles                                      | France                                              | 2 h 48 min 05                                       | Isabelle Gumilar                                    | Guyane                                              | 3 h 28 min 44 s                                     |       |
| 2008  | Vincent Rousseau                                    | France                                              | 2 h 31 min 32 s                                     | Marie Prioux                                        | France                                              | 3 h 18 min 19 s                                     |       |
| 2007  | Vincent Vassard                                     | France                                              | 2 h 29 min 41 s                                     | Isabelle Gumilar                                    | Guyane                                              | 3 h 25 min 26 s                                     |       |
| 2006  | Mustapha Berri                                      | France                                              | 2 h 34 min 03 s                                     | Isabelle Gumilar                                    | Guyane                                              | 3 h 28 min 38 s                                     |       |
| 2005  | Grégory Hernandez                                   | France                                              | 2 h 36 min 30 s                                     | Danielle Donnio                                     | Guyane                                              | 3 h 09 min 06 s                                     |       |
| 2004  | David Antoine                                       | France                                              | 2 h 36 min 15 min                                   | Isabelle Gumilar                                    | Guyane                                              | 3 h 47 min 50 s                                     |       |
| 2003  | David Antoine                                       | France                                              | 2 h 27 min 44 s                                     | Patricia Taillebresse                               | France                                              | 3 h 04 min 02 s                                     |       |
| 2002  | Bruno Blanchard                                     | France                                              | 2 h 43 min 41 s                                     | Ina Grepin                                          | Guyane                                              | 3 h 51 min 08 s                                     |       |
| 2001  | Christophe Boyer                                    | France                                              | 2 h 54 min 35 s                                     | Huguette Jouault                                    | France                                              | 3 h 27 min 35 s                                     |       |
| 2000  | Thierry Guichard                                    | France                                              | 2 h 36 min 47 s                                     | Claudine Lambert                                    | France                                              | 3 h 52 min 18 s                                     |       |
| 1999  | Thierry Guichard                                    | France                                              | 2 h 30 min 47 s                                     | Muriel Lanteri                                      | France                                              | 3 h 30 min 28 s                                     |       |
| 1998  | Hassan Sebtaoui                                     | France                                              | 2 h 38 min 24 s                                     | Isabelle Gumilar                                    | Guyane                                              | 3 h 50 min 29 s                                     |       |
| 1997  | Vincent Gaignebet                                   | France                                              | 2 h 39 min 14 s                                     | Belliard Élisabeth                                  | France                                              | 4 h 01 min 21 s                                     |       |
| 1996  | Hervé Bouffaux                                      | France                                              | 2 h 35 min 03 s                                     | Célia Salina                                        | Bolivie                                             | 4 h 04 min 16 s                                     |       |
| 1995  | Christophe Maréchal                                 | Guyane                                              | 2 h 37 min 16 s                                     | Béatrice Damanny                                    | Guadeloupe                                          | 3 h 25 min 02 s                                     |       |
| 1994  | Patrice Simon                                       | France                                              | 2 h 42 min 05 s                                     | Annick Robin                                        | France                                              | 3 h 28 min 56 s                                     |       |
| 1993  | Jalel Somrani                                       | France                                              | 2 h 48 min 55 s                                     | Béatrice Damanny                                    | Guadeloupe                                          | 3 h 15 min 36 s                                     |       |
| 1992  | Michel Bigot                                        | Guyane                                              | 2 h 49 min 00 s                                     | Pas de concurrente féminine                         | Pas de concurrente féminine                         | Pas de concurrente féminine                         |       |
| 1991  | Jean-Paul Rapy                                      | Guyane                                              | 2 h 47 min 35 s                                     | Anne-Marie Biras                                    | France                                              | 4 h 04 min 04 s                                     |       |